# Ceolwulf av Wessex
Ceolwulf av Wessex, död 611, var en engelsk monark. Han var kung av Wessex 597–611. 